# درنث
درنث (به انگلیسی: Darenth) یک روستا و محله مدنی در بریتانیا است که در Dartford واقع شده‌است. درنث ۴٬۸۵۱ نفر جمعیت دارد.